# Fort-Louis
Fort-Louis es una localidad y comuna francesa situada en el departamento de Bajo Rin, en la región de Alsacia. Tiene una población de 239 habitantes (según censo de 1999) y una densidad de 19 h/km².